# 松戈
松戈是剛果民主共和國的城市，由南烏班吉省負責管轄，位於該國西北部烏班吉河南岸，西北與中非共和國首都班基隔乌班基河對望，每年平均降雨量600毫米至1,000毫米不等，2004年人口28,105。
3°58′N 23°24′E / 3.967°N 23.400°E